# Daniel Gollan
Daniel Gustavo Gollan (José de la Quintana, 5 de junio de 1955) es un médico y político argentino. Ejerció como ministro de Salud de la Nación en 2015, durante el último año de la presidencia de Cristina Fernández de Kirchner. Posteriormente, se desempeñó como ministro de Salud de la provincia de Buenos Aires bajo la administración del gobernador Axel Kicillof desde 2019 hasta 2021.

## Biografía

### Formación
En principio, cuando comenzó a estudiar Medicina, militó en la Juventud Universitaria Peronista, donde conoció al futuro presidente Néstor Kirchner. Producto de su militancia, y la de su hermano Juan José, fue secuestrado y torturado durante la última dictadura militar argentina. Fue liberado, gracias a las gestiones que realizó un tío que era general del Ejército, pero con la obligación de sus captores de salir del país, por lo que se exilió en Alemania, donde realizó parte de sus estudios como médico.
Egresó finalmente como médico de la Universidad Nacional de Rosario en 1988. Es especialista sanitario, formado en la Universidad de Buenos Aires. Fue coordinador docente entre 2012-2014 de la residencia en la PRIM de Lanús, colaboró a ampliar el centro de salud Primero de Mayo de dicho municipio.

### ANMAT
Fue subinterventor de la Administración Nacional de Medicamentos, Alimentos y Tecnología Médica (ANMAT), cargo que desempeñó entre 2008 y 2010. Previamente, había ocupado cargos en el gobierno de la provincia de Buenos Aires. En 2010, fue designado Director Nacional de Análisis Técnico y Control del Narcotráfico, cargo el cual abandonó en julio de 2014 para asumir como Secretario de Salud Comunitaria, cargo considerado como de viceministro de Salud.
Es uno de los integrantes del grupo de intelectuales Carta Abierta, particularmente del área médica.

### Ministro de Salud de la Nación (2015)
El 26 de febrero de 2015, ante la salida de Juan Luis Manzur como ministro de Salud, asumió como titular del ministerio. Durante su gestión como ministro se produjo la inclusión de hombres adultos de entre 20 y 64 años en el Programa Sumar, ampliación que abarcó a más cuatro millones de varones de todo el país que no tienen cobertura social. 
El plan de servicios de salud incluyó 6 líneas de cuidado –control periódico de salud; detección de riesgo de enfermedades crónicas no transmisibles (hipertensión, diabetes, cardiovasculares y renal); detección de riesgo y diagnóstico de cáncer colorrectal; salud mental; apoyo y seguimiento en casos de alcoholismo y consumo de sustancias, y promoción de hábitos saludables, salud sexual y reproductiva, y prevención de lesiones externas, además de acceso a cerca de 50 nuevas prestaciones de salud, además de incluir la vacuna contra la difteria y el tétanos; la vacuna contra la hepatitis B; la Doble viral/ triple viral que inmuniza contra el sarampión y la rubéola; además de la vacuna antigripal y contra el neumococo.
Además, implementó en 2015 el llamado Plan Qunita, que distribuía kits con elementos e insumos destinados a mujeres titulares de la Asignación por Embarazo para la Protección Social, con el objeto de reducir la mortalidad infantil. Constaba de un moisés de madera encastrable con el colchón correspondiente. lonque le valio una denuncia de  Graciela Ocaña, de Cambiemos finamente en 2021, Gollan fue sobreseído definitivamente por inexistencia de delito demostrandose como falsos los peritajes presentados por la denunciante.

### Ministro de Salud de la provincia de Buenos Aires (2019-2021)
En diciembre de 2019, Gollan fue designado como ministro de Salud de la provincia de Buenos Aires por el gobernador Axel Kicillof. En su asunción declaró que sus prioridades serían “la nutrición, los medicamentos, el dengue y el sarampión”.
En marzo de 2020 se informó el primer caso de COVID-19 en el paísJunto al Ministerio de Obras Públicas de la Nación, la provincia construyó el Hospital Modular de Emergencia de Martín Coronado, lo que permitió ampliar la oferta sanitaria y descomprimir el resto de los hospitales de la zona. Cuenta con 12 camas de terapia intensiva, oxígeno y respiradores, y con 26 camas de terapia intermedia. La provincia de Buenos Aires destinó 15 mil millones de pesos a la compra de insumos para el sistema de salud como respiradores, camas de terapia intensiva, barbijos y máscaras, entre otros.
En julio de 2021, postula su candidatura a diputado nacional por la provincia de Buenos Aires, anunciada días atrás, en el marco de las elecciones legislativas. En su lugar asumió quien se desempeñaba como su segundo, Nicolás Kreplak.